# Ås församling, Ölands södra kontrakt
Ås församling var en församling i Ölands södra kontrakt i Växjö stift, Mörbylånga kommun i Kalmar län. Församlingen uppgick 2002 i Sydölands församling.

## Administrativ historik
Församlingen har medeltida ursprung. Församlingen uppgick 2002 i Sydölands församling.
Församlingskod var 084012.

### Pastorat
- Fram till 1 januari 1938: Moderförsamling i pastoratet Ås och Ventlinge.
- 1 januari 1938 till 1962: Annexförsamling (enligt beslut den 3 december 1937) i pastoratet Ventlinge och Ås.[3]
- 1962 till 2002: Annexförsamling i pastoratet Södra Möckleby, Smedby, Gräsgård, Segerstad, Ventlinge och Ås.[4]

## Kyrkor
- Ås kyrka